# 暴れん坊将軍II
暴れん坊将軍IIでは、テレビドラマ『暴れん坊将軍』の第2シリーズで放送された放映タイトルおよび各話スタッフを列挙する。

## 概要
1983年3月5日～1987年3月7日 全191話（通常188話＋スペシャル3話）。

## スタッフ
- プロデューサー：小沢英輔（テレビ朝日）、佐伯明、杉井進、渡辺操、伊駒伊織

## レギュラー
- 徳川吉宗：松平健
江戸幕府第八代目将軍。城下町では貧乏旗本の三男坊・徳田新之助と名乗っている。第152話では、御金蔵破りの濡れ衣を着せられてしまった。
- 大岡忠相：横内正（第11、13、15、27、29、31、48、51、52話を除く）
江戸南町奉行。城下町に度々現れる徳田新之助の正体を知る数少ない人物。大岡裁きは健在。腹違いの妹が登場する（第58話）
- 加納五郎左衛門：有島一郎（第73話、第88話を除く）
御側御用取次。前作同様、吉宗の破天荒な行動に頭を悩ます。有島はこれが生前最後の遺作となった。
- 辰五郎：北島三郎（第3、6、7、9、11～16、18、20、22～24、26、32、33、35、37、41、44、51、53～60、65、71、72、74～76、79、80、83、85～88、92、96、98、103、108、112～116、119、120、122～124、138～141、143～145、147、148、151、152、154、155、157、158、160～163、169、170、172～175、177、179、184、188話を除く）
火消し「め組」の組頭。江戸っ子気質で人情味に溢れるが、その反面喧嘩っ早い。前作同様、用事で不在の場合が多い。
- おさい：春川ますみ
辰五郎の女房。組頭不在時は代理でめ組を守っている。
- 津川文之進：堤大二郎（第33話まで）
真面目で正義感あふれる若者。第1話では徒目付をしていたが、想いを寄せていた魚屋 「魚勝」の娘が殺されたことがきっかけで、家出をした後に吉宗らと知り合いめ組の会計係になる。事件が起きると吉宗をサポートするが、無茶な行動に才蔵･さぎりをヒヤヒヤさせる。第33話で駿府町奉行同心に命じられたのを機に、江戸を去って行った。
- 龍虎：龍虎（第17話、第19話、第21話、第28話を除く）
第1話から骨接ぎ医師となっていたが、第67話で再びめ組に戻る。め組では「親方」と呼ばれている。
- 源三：園田裕久（第1話～31、42～48、51、53～57、59～66話まで）
め組の小頭。第66話で高崎の火消しの頭になって江戸を去っていった。
- 常：阿波地大輔
め組の若い衆。スキンヘッドがトレードマーク。
- 鉄：井上茂
め組の若い衆。お末に惚れていて、右腕に彼女の名前の浅彫りの入れ墨を入れている。
- 久：谷崎弘一（第5話、第7話、第9話、第10話を除く）
め組の若い衆。悲惨な目に遭うことが多いが、第98話では珍しく主役になっている。
- 六：さとう弘（第66話から）
め組の若い衆。本名は六蔵。源三が北町奉行所の牢内で出会った若者。博打ばかりしていたが、源三との出会いがきっかけで足を洗ってめ組に加わる。
- おまち：岐邑美沙子
辰五郎の妹。後半からは、酒癖の悪いコミカルな面が強調されていく。
- 木葉才蔵：荒木しげる（当時・荒木茂）
御庭番。市井では行商人の姿で活動することが多い。戦闘服は紺色の忍者装束で刀の他にも鎖を武器にする。第1話だけ総髪だった。
- さぎり：朝加真由美
御庭番。市井では鳥追いや芸者姿で活動し、常に仕込み傘を持ち歩いている。戦闘服は青い忍者装束。

## 準レギュラー
- お末：小倉加代（第97話、第110話、第122話、第130話、第132話、第139話、第141話、第143話、第150話、第156話、第161話、第165話、第170話、第175話、第178話、第179話、第180話、第184話、第186話、第191話）
加納家の女中。吉宗とは知らず、新之助を「若さま」と呼んでおり、おまちと常に張り合う。東北訛りが特徴。
- おてつ：津島道子（第26話、第40話、第42話、第63話）
五郎左衛門の屋敷で働く世話係。口が悪いのは変わらず五郎左衛門とはよく口喧嘩する。
- 尾張大納言宗春：中尾彬（スペシャル第1回目）、成田三樹夫（スペシャル第2回目）
表では忠誠心を誓っているが、裏では吉宗を将軍の座から引きずり下ろそうとしている。スペシャル第1回目では娘である雪姫が登場している。
- お由利の方：中村玉緒（第1回スペシャル、第159話）

## 内容
この頃には今の形式がほぼ定着（第5話、第38話、第122話は例外）。また峰打ちが1回もなく、悪党全員を斬り捨てる放送回があった(第80話)。オープニングテーマは映像・曲ともに一新された。
エンディング曲「炎の男」は、映像は一新されたが、音源は第1シリーズと同じ音源を使用している。なお、第3話～13話・15話・16話のみ、北島三郎のボーカルが別音源に差し替えられていた。

## エピソード
荒木しげる、園田裕久、阿波地大輔、井上茂、谷崎弘一はその後のシリーズでもゲスト出演している。
その他（第62話）山本晋也、（第22話）古舘伊知郎、（第122話）吉幾三、（第85話）谷啓が、ゲスト出演している。

## 作品リスト
※ 量が多いため、伸縮型のメニューとして掲載する。右にある[表示]をクリックすると一覧表示される。

## ソフトウエア
- 2023年5月23日、デアゴスティーニ・ジャパンより、「隔週刊『暴れん坊将軍DVDコレクション』」が創刊された。本作の他、「吉宗評判記 暴れん坊将軍」を収録したDVDと、各話のあらすじ、裏話、徳川吉宗にまつわる史実などを特集したマガジンである。全191話（吉宗評判記 暴れん坊将軍は全207話）を毎号3話ずつ全64号（吉宗評判記 暴れん坊将軍は全69号）に完全収録されている[1]。